# Капела Светог Пантелејмона у Горини
Капела Светог Пантелејмона је мала црквица смештена у Горини, селу надомак Лесковца. Ова капела представља најстарију постојећу цркву на територији црквене општине Вучје — према неким изворима потиче из 18. века, а према некима је и старија.

## Историја
Назив ове капеле настао је као знак поштовања светогорског манастира Светог Пантелејмона. Наиме, село Горина се први пут помиње у 14. веку, када је било баштина властелина Југа. Он је читаво село даровао овом светогорском манастиру, што је крајем 14. века деспот Стефан Лазаревић потврдио актом сачињеним у Новом Брду. Тако је село постало метох манастира за који је радило, а било је ослобођено свих работа и давања према ма коме у земљи. У част манастира саграђена је црквица у селу, завучена у кланац реке Горинке, посвећена истом свецу. Према неким изворима, црква се на данашњем месту налази око три стотине година, а раније се налазила на узвишенијем брду, где је некада било и само село Горина.

## Архитектура и унутрашњост
Капела Светог Пантелејмона представља једнобродну базилику без куполе, а изграђена је као чатмара. У олтарском делу налази се камени престо са карактеристичним удубљењем које указује на то да су у њему биле уграђене мошти и да је капела била у активној богослужбеној употреби, међутим не постоји никакав антиминс, а ни било који писани податак који би указао на време освећења овог здања.

## Галерија
- Црква Светог Пантелејмона
- Свети Пантелејмон
- Унутрашњост цркве
- Иконостас
- Унутрашњост цркве
- Дрво запис испред цркве, старо више векова